# Баталова, Мария Викторовна
Мари́я Ви́кторовна Бата́лова (род. 3 мая 1996, Междуречье, Чувашия) — российская хоккеистка, защитница. Игрок «Агидели», выступала за сборную России.

## Биография
Воспитанница тюменского хоккея[неизвестный термин]. В сезоне 2013/14 выступала в чемпионате России по хоккею с шайбой за команду «Тюменские Лисицы». В 2014 году стала игроком команды «Торнадо» Дмитров. В её составе стала чемпионом России 2015, 2016 и 2017 годов.
С 2012 по 2013 год выступала за юниорскую сборную России на чемпионатах мира по хоккею с шайбой. В 2017 году сыграла 5 матчей на чемпионате мира по хоккею с шайбой. Выступала также на Зимней универсиаде, в составе команды стала обладательницей золотых медалей турнира. В 2018 году сыграла 6 матчей на хоккейном турнире Олимпийских игр в Пхёнчхане. В 6 матчах отметилась 1 голевой передачей.